# Свемирски музеј
Свемирски музеј је први технички музеј у Новом Саду и први свемирски музеј у региону. Налази се у улици Тврђава 3А на Петроварадинској тврђави.

## Историјат
Свемирски музеј је почео са радом 1. децембра 2023. на Петроварадинској тврђави, а његово оснивање је повезано са манифестацијом Космодром одржаном у септембру исте године. У састав музеја улазе простор „Планетаријум” у сарадњи са АДНОС-ом и клуб „Тунел”. Садрже музејске експонате који представљају историјска достигнућа како на националном тако и на међународном нивоу, ракете, телескопе, сателите, модерна астронаутска одела, мултимедијални и интерактивни садржај, аудио–визуелне ефекте, радионице, практичне демонстрације и друге садржаје повезане са астрономијом, свемирским инжењерингом и Deep Space истраживањима. Током првих месец дана рада бројали су хиљаду посетилаца.